# Тарново-Ґоскі
Тарново-Ґоскі (пол. Tarnowo-Goski) — село в Польщі, у гміні Замбрув Замбровського повіту Підляського воєводства.
Населення — 96 осіб (2011).
У 1975-1998 роках село належало до Ломжинського воєводства.

## Демографія
Демографічна структура станом на 31 березня 2011 року:
|          | Загалом | Допрацездатний вік | Працездатний вік | Постпрацездатний вік |
| -------- | ------- | ------------------ | ---------------- | -------------------- |
| Чоловіки | 53      | 10                 | 37               | 6                    |
| Жінки    | 43      | 8                  | 25               | 10                   |
| Разом    | 96      | 18                 | 62               | 16                   |